# ويليام آدم بايبر
ويليام آدم بايبر هو سياسي أمريكي، ولد في 21 مايو 1826 في مقاطعة فرانكلين في الولايات المتحدة، وتوفي في 5 أغسطس 1899 في سان فرانسيسكو في الولايات المتحدة. نشط حزبياً في الحزب الديمقراطي. وقد انتخب عضو مجلس النواب الأمريكي ‏.